# János Parti
János Parti (Budapest, 24 de octubre de 1932-Budapest, 6 de marzo de 1999) fue un deportista húngaro que compitió en piragüismo en la modalidad de aguas tranquilas.
Participó en tres Juegos Olímpicos de Verano entre los años 1952 y 1960, obteniendo un total de tres medallas, una de oro y dos de plata. Ganó una medalla en el Campeonato Mundial de Piragüismo de 1954, y cuatro medallas en el Campeonato Europeo de Piragüismo entre los años 1957 y 1961.

## Palmarés internacional
| Juegos Olímpicos   | Juegos Olímpicos      | Juegos Olímpicos | Juegos Olímpicos |
| Año                | Lugar                 | Medalla          | Evento           |
| ------------------ | --------------------- | ---------------- | ---------------- |
| 1952               | Helsinki (Finlandia)  | Medalla de plata | C1 1000 m        |
| 1956               | Melbourne (Australia) | Medalla de plata | C1 10 000 m      |
| 1960               | Roma (Italia)         | Medalla de oro   | C1 1000 m        |
| Campeonato Mundial |                       |                  |                  |
| Año                | Lugar                 | Medalla          | Evento           |
| 1954               | Mâcon (Francia)       | Medalla de oro   | C1 1000 m        |
| Campeonato Europeo |                       |                  |                  |
| Año                | Lugar                 | Medalla          | Evento           |
| 1957               | Gante (Bélgica)       | Medalla de oro   | C1 10 000 m      |
| 1959               | Duisburgo (RFA)       | Medalla de plata | C1 1000 m        |
| 1959               | Duisburgo (RFA)       | Medalla de oro   | C1 10 000 m      |
| 1961               | Poznań (Polonia)      | Medalla de oro   | C1 10 000 m      |